# Nassarius vibex
Nassarius vibex, tên tiếng Anh: bruised nassa, là một loài ốc biển, là động vật thân mềm chân bụng sống ở biển thuộc họ Nassariidae.